# Ostchinesische Universität für Politikwissenschaft und Recht
Die Ostchinesische Universität für Politikwissenschaft und Recht (chinesisch 华东政法大学, Pinyin Huádōng Zhèngfǎ Dàxué; kurz: ECUPL) ist eine Hochschule in Shanghai, China.
Die Gründung erfolgte 1952, somit gehört diese zu den ersten Hochschulen der Volksrepublik China, die sich auf Politik und Recht spezialisierten.

## Absolventen
(Auswahl)
- Cao Jianming  (曹建明) – Generalstaatsanwalt
- Flora Huang – Anwältin